# Czona
Czona (ros. Чона) – rzeka w Rosji; w obwodzie irkuckim i Jakucji; prawy dopływ Wiluja. Długość 802 km; powierzchnia dorzecza 40,6 tys. km².
Źródła na Płaskowyżu Nadleńskim; płynie w kierunku północnym po Wyżynie Środkowosyberyjskiej; dolina na przemian zwężająca się i rozszerzająca, liczne progi. Po wybudowaniu zapory Wilujskiej Elektrowni Wodnej na Wiluju ostatnie 250 km biegu rzeki stało się częścią Wilujskiego Zbiornika Wodnego.
Zamarza od października do maja; zasilanie śniegowo-deszczowe.